# 伊予市文化交流センター
伊予市文化交流センター（いよしぶんかこうりゅうセンター）は、愛媛県伊予市米湊768-2にある複合公共施設。愛称はIYO夢みらい館（いよゆめみらいかん）。

## 歴史

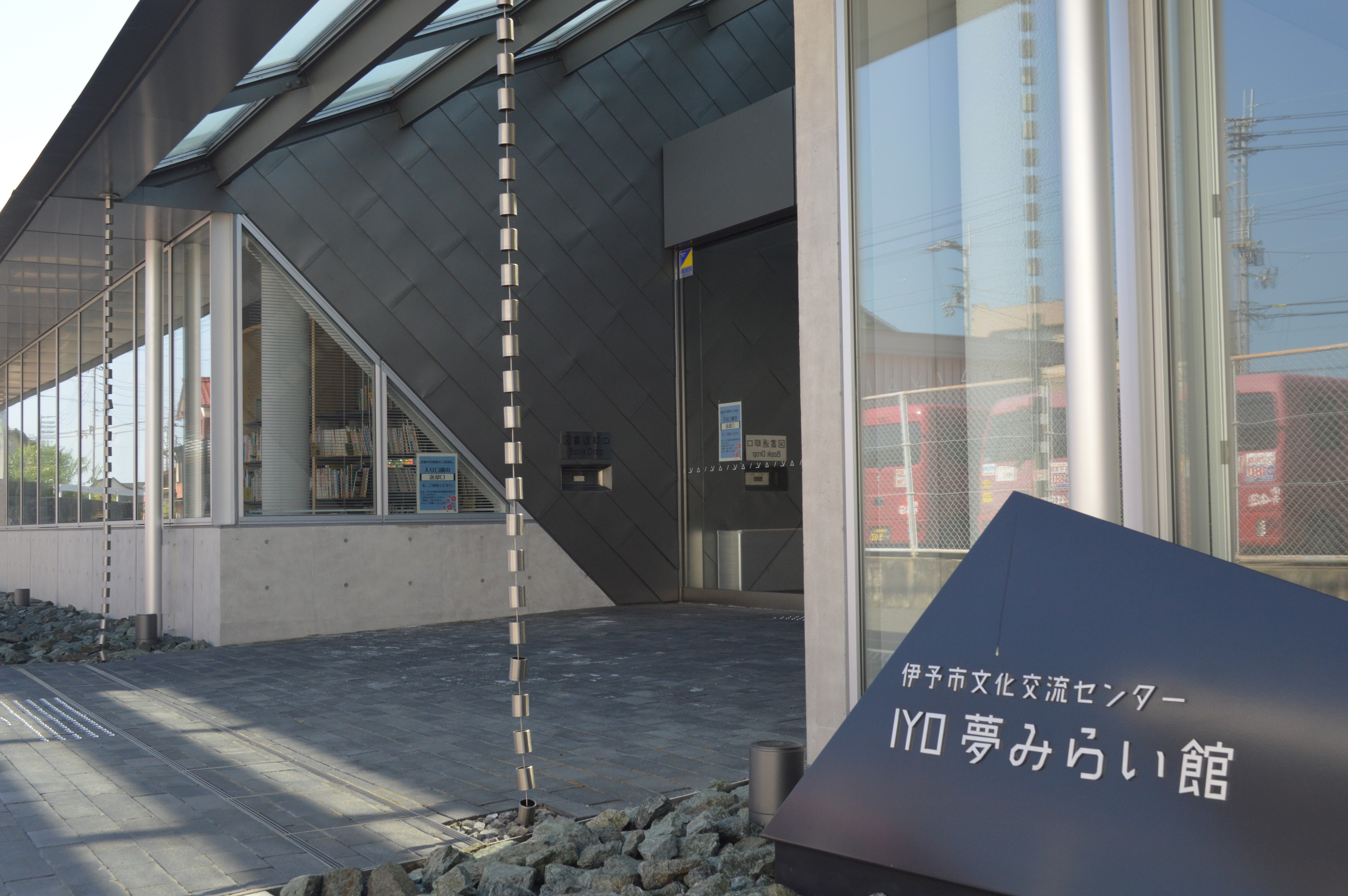
西側入口

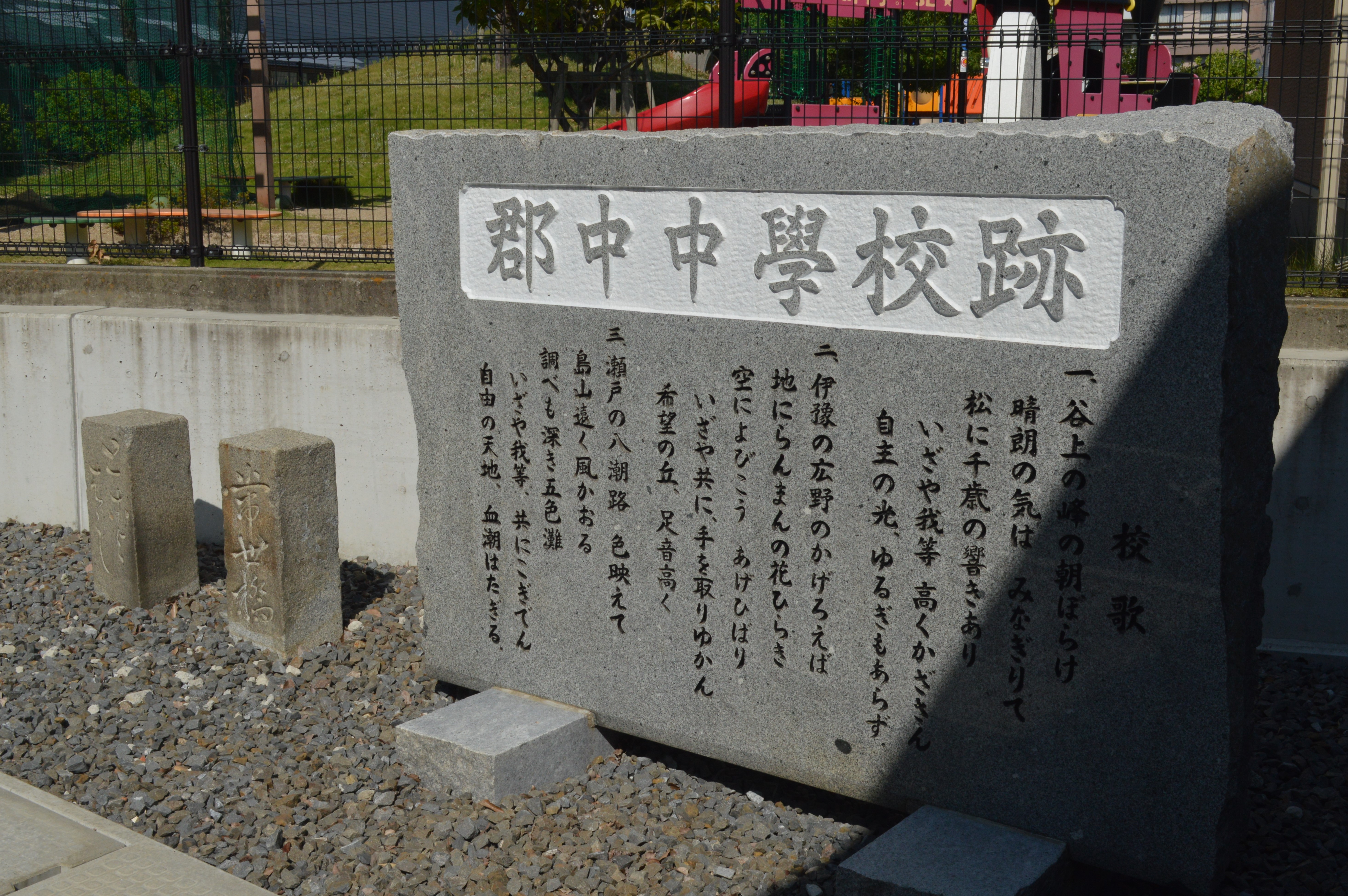
郡中中学校跡

1966年（昭和41年）に開館した伊予市民会館（2014年解体）、1980年（昭和55年）に開館した伊予市立図書館が老朽化したことから、伊予市立図書館・伊予市中央公民館・伊予市老人福祉センターの跡地に複合施設として建築された。設計は山下設計。
複合施設の愛称は公募され、396作品の中からまず5作品を選考、そのうえで市内13校の小・中学生を対象に投票した結果、IYO夢みらい館に決定した。
2020年（令和2年）には新型コロナウイルス感染症が流行し、外出自粛が求められたことから、伊予市立図書館の司書と職員が語り演出を行った「伊予市むかし話 - 伝説」を企画した。

## 施設
- 伊予市立図書館
- 文化ホール
- 地域交流館
  - 会議室
  - スタジオ
  - 料理研修室
  - 和室
- 縁側モール
- IYOラウンジ
- 学習コーナー

## バス路線
当館西、国道378号上のIYO夢みらい館バス停から伊予市コミュニティバスあいくるが発着している。
| 路線名    | 経路 | 運行日 |
| ■八倉線   | 伊予病院 - 上野郵便局 - 南伊予駅 - ウェルピア伊予 - マルヨシセンター - DCMダイキ伊予店 - じゅらく - IYO夢みらい館 - 市役所 - 郡中港 - 保健センター              | 月～金 |
| ■三秋線   | 三秋 - 市民体育館 - 保健センター - 郡中港 - 市役所 - IYO夢みらい館 - じゅらく - マルヨシセンター - DCMダイキ伊予店                                              | 月～金 |
| ■唐川線   | 鵜崎 - 両沢 - 唐川 - 下唐川 - 片山 - 向井原駅 - 尾崎本村 - 保健センター - 郡中港 - 市役所 - IYO夢みらい館 - じゅらく - マルヨシセンター - DCMダイキ伊予店       | 月・金 |
| ■唐川線   | 本谷 - 唐川 - 下唐川 - 片山 - 向井原駅 - 尾崎本村 - 保健センター - 郡中港 - 市役所 - IYO夢みらい館 - じゅらく - - じゅらく - マルヨシセンター - DCMダイキ伊予店 | 木     |
| ■唐川線   | 長崎谷 - 下唐川 - 片山 - 向井原駅 - 尾崎本村 - 保健センター - 郡中港 - 市役所 - IYO夢みらい館 - じゅらく - マルヨシセンター - DCMダイキ伊予店                   | 火     |
| ■平岡線   | 平岡 - 片山 - 向井原駅 - 尾崎本村 - 保健センター - 郡中港 - 市役所 - IYO夢みらい館 - じゅらく - マルヨシセンター - DCMダイキ伊予店                              | 水     |
| ■上三谷線 | 上三谷原集会所 - 下三谷集会所 - フレッシュバリュー - IYO夢みらい館 - 市役所 - 郡中港 - 保健センター                                                             | 月～金 |
| ■下三谷線 | 下三谷原組公民館 - 上吾川向井原 - フジ伊予店 - 市役所 - IYO夢みらい館 - じゅらく - IYO夢みらい館 - 市役所 - 郡中港 - 保健センター                               | 月～金 |
| ■稲荷線   | 稲荷谷集会所 - ルミエール伊予 - 稲荷明見 - 米湊湊神社 - フジ伊予店 - 市役所 - IYO夢みらい館 - じゅらく - IYO夢みらい館 - 市役所 - 郡中港 - 保健センター         | 月～金 |